# Screen Actors Guild Award/Bestes Stuntensemble in einer Fernsehserie
Der Screen Actors Guild Award in der Kategorie Bestes Stuntensemble in einer Fernsehserie (Originalbezeichnung: Outstanding Performance by a Stunt Ensemble in a Television Series) ist eine der Auszeichnungen, die jährlich in den Vereinigten Staaten von der Screen Actors Guild, einer Gewerkschaft von Schauspielern, verliehen werden. Sie richtet sich an das Stunt-Ensemble, das eine hervorragende Leistung in einer Fernsehserie erbracht hat. Die Kategorie wurde 2008 ins Leben gerufen. Die Gewinner werden in einer geheimen Abstimmung durch die Vollmitglieder der Gewerkschaft ermittelt.

## Statistik
Die Kategorie Bestes Stuntensemble in einer Fernsehserie wurde zur 14. Verleihung im Januar 2008 geschaffen. Seitdem wurden an neun verschiedene Fernsehserien eine Gesamtanzahl von 17 Preisen in dieser Kategorie verliehen. Die ersten Preisträger waren 2008 das Stunt-Ensemble der Fox-Actionserie 24. Die bisher letzten Preisträger waren 2024 das Stunt-Ensemble der HBO-Endzeitserie The Last of Us.
| Statistik                          | Serie            | Anzahl | Jahre                                                  |
| ---------------------------------- | ---------------- | ------ | ------------------------------------------------------ |
| Häufigste Auszeichnungen           | Game of Thrones  | 8      | 2012, 2013, 2014, 2015, 2016, 2017, 2018, 2020         |
| Häufigest Nominierungen (* = Sieg) | Game of Thrones  | 8      | 2012*, 2013*, 2014*, 2015*, 2016*, 2017*, 2018*, 2020* |
|                                    | The Walking Dead | 8      | 2013, 2014, 2015, 2016, 2017, 2018, 2019, 2020         |
| Häufigste Nominierungen ohne Sieg  | The Walking Dead | 8      | 2013, 2014, 2015, 2016, 2017, 2018, 2019, 2020         |

## Gewinner und Nominierte
Die unten aufgeführten Fernsehserien werden mit ihrem deutschen Ausstrahlungstitel (sofern ermittelbar) angegeben, danach folgt in Klammern in kursiver Schrift der fremdsprachige Originaltitel. Die Nennung des Originaltitels entfällt, wenn deutscher und fremdsprachiger Serientitel identisch sind. Die Gewinner stehen hervorgehoben in fetter Schrift an erster Stelle.

### 2008–2010
2008
24
Heroes
Lost
Rom (Rome)
The Unit – Eine Frage der Ehre (The Unit)
2009
Heroes
The Closer
Friday Night Lights
Prison Break
The Unit – Eine Frage der Ehre (The Unit)
2010
24
The Closer
Dexter
Heroes
The Unit – Eine Frage der Ehre (The Unit)

### 2011–2020
2011
True Blood
Burn Notice
CSI: NY
Dexter
Southland
2012
Game of Thrones
Dexter
Southland
Spartacus: Gods of the Arena
True Blood
2013
Game of Thrones
Boardwalk Empire
Breaking Bad
Sons of Anarchy
The Walking Dead
2014
Game of Thrones
Boardwalk Empire
Breaking Bad
Homeland
The Walking Dead
2015
Game of Thrones
24: Live Another Day
Boardwalk Empire
Homeland
Sons of Anarchy
The Walking Dead
2016
Game of Thrones
The Blacklist
Homeland
Marvel’s Daredevil
The Walking Dead
2017
Game of Thrones
Marvel’s Daredevil
Marvel’s Luke Cage
The Walking Dead
Westworld
2018
Game of Thrones
GLOW
Homeland
Stranger Things
The Walking Dead
2019
GLOW
Marvel’s Daredevil
Tom Clancy’s Jack Ryan
The Walking Dead
Westworld
2020
Game of Thrones
GLOW
Stranger Things
The Walking Dead
Watchmen

### 2021–2030
2021
The Mandalorian
The Boys
Cobra Kai
Lovecraft Country
Westworld
2022
Squid Game (오징어 게임 / Ojingeo Game)
Cobra Kai
The Falcon and the Winter Soldier
Loki
Mare of Easttown
2023
Stranger Things
Andor
The Boys
House of the Dragon
Der Herr der Ringe: Die Ringe der Macht (The Lord of the Rings: The Rings of Power)
2024
The Last of Us
Ahsoka
Barry
Beef
The Mandalorian
2025
Shōgun
The Boys
Fallout
House of the Dragon
The Penguin